# Leucophanera argyrozona
Leucophanera argyrozona är en fjärilsart som beskrevs av Joannis 1911. Leucophanera argyrozona ingår i släktet Leucophanera och familjen trågspinnare. Inga underarter finns listade i Catalogue of Life.